# Radrennbahn Leipzig Achilleion
Die Radrennbahn Leipzig Achilleion war eine 1927 erbaute Winterbahn für den Bahnradsport. Sie wurde in der gleichnamigen damaligen Messehalle auf dem Gelände der Leipziger Messe errichtet und bestand bis 1929.

## Geschichte
Der Architekt Clemens Schürmann aus Münster entwarf die 180 Meter lange Holzbahn, die 1927 in die Messehalle Achilleion eingebaut wurde. Diese 35 Meter breite Messehalle diente zu Zeiten der Alten Messe Leipzig der Präsentation von Werkzeugmaschinen.
Auf Initiative des Vereins Sportplatz Leipzig ermöglichte die Messeverwaltung in der Halle auch Sportveranstaltungen wie Boxkämpfe und Leichtathletikveranstaltungen. Auch Max Schmeling bestritt einen Kampf in der Halle. Dazu kam die Nutzung für Sechstagerennen und den Trainingsbetrieb für Radrennfahrer. Am 8. Oktober 1927 wurde die Sporthalle für 8000 Zuschauer unter dem Namen Radrennbahn Achilleion Leipzig eröffnet.
Im Zweiten Weltkrieg wurde die Halle schwer beschädigt. Später wurde sie wieder als Messehalle (Sowjetischer Pavillon) und nach der politischen Wende in der DDR nach langem Leerstand für das Leipziger Stadtarchiv genutzt.

## Wettkämpfe
Nachdem 1928 bereits einzelne Bahnradsportwettbewerbe stattgefunden hatten, wurde im selben Jahr das erste Sechstagerennen in Leipzig gestartet. Sieger wurde der Italiener Costante Girardengo, der vor allem als Straßenradsportler bekannt war, mit seinem Landsmann Antonio Negrini als Partner. 1929 gewann der Schweizer Emil Richli mit Karl Göbel aus Deutschland.